# ミクロスポリジウム症
ミクロスポリジウム症（英:microsporidiosis）は、Microsporidium seriolae感染を原因とするブリの感染症。べこ病とも呼ばれる。体表が陥没し、そこから二次感染が生じることがある。